# Frazeologia
Frazeologia – określenie mające kilka znaczeń:
1. dział językoznawstwa, pokrewny leksykologii, zajmujący się badaniem połączeń wyrazowych, których znaczenie nie odpowiada sumie znaczeń poszczególnych wyrazów składających się na związek[1];
2. zasób charakterystycznych dla danego języka związków frazeologicznych (frazeologizmów)[2];
3. specyficzny sposób wyrażania myśli (w sensie stylistycznym), właściwy dla danej osoby lub danego środowiska[3] (np. frazeologia dziennikarska, frazeologia ekonomiczna).

Termin „frazeologia” pojawił się po raz pierwszy w nazwie grecko-łacińskiego słownika autorstwa Michaela Neandra (1558). Określenie to zaczęło się stopniowo zadomawiać w piśmiennictwie leksykograficznym, konkurując z terminem „idiomatyka”. Od początku mianem frazeologii określano w szczególności słowa i zwroty typowe dla danego języka, będące źródłem trudności tłumaczeniowych. Zakres pojęciowy frazeologii i jej relacja względem pojęć pokrewnych były różnie ujmowane na przestrzeni wieków i zmieniały się w toku rozwoju językoznawstwa.
Bliskoznaczny termin „idiomatyka” jest charakterystyczny dla językoznawstwa zachodniego. Potocznie frazeologią nazywane są piękne słowa bez pokrycia.